# 森川千恵子
森川 千恵子（もりかわ ちえこ、1951年11月6日 - ）は、日本の元女優。旧芸名は真樹 千恵子（）。5歳の時に日本舞踊の西川流に入門し、西川沙織の舞台名も持つ。父は作家の森川哲郎。
東京都杉並区出身。宝仙学園高等学校を経て、立正大学英文科中退。

## 略歴
1967年、16歳の時に新宿でスカウトされ、芸能界デビュー。集英社の『セブンティーン』や小学館の『女学生の友』のグラビアモデルなどを務めるようになる。
1971年に日本テレビの『2丁目3番地』で俳優デビュー。また、同年の毎日放送の『仮面ライダー』に緑川ルリ子役で第13話まで出演する。その直後、フジテレビの『コートにかける青春』でテニスに打ち込む姉妹の妹・東城真琴役を演じ、アイドル的地位を確立する。この頃、芸名を本名の森川千恵子に改名した。
1972年には『アイアンキング』に高村ゆき子役で出演したが、弾着を着けて着火される撮影に挑んだ際に火が服や髪へ燃え移る事故が発生。火傷とその精神的ショックもあり、降板。
1974年には『京都清水五条坂』（関西テレビ）で人形屋の娘・美江役を演じ、新たな境地を開拓する。
1977年に結婚して芸能界を引退。1981年に外国人男性との娘を出産している。1998年放送の『藤岡弘、仮面ライダー復活秘話』に結婚後の氏名「カマフォード・千恵子」として出演した。以後、エアロビックインストラクターへ転じたものの、『仮面ライダー』についてのインタビューをはじめ、その関連イベントなどには快く応じて出演している。

## 『仮面ライダー』でのエピソード
- 『仮面ライダー』への出演は、東映プロデューサーの平山亨が真樹の出演していた「エメロンシャンプー」（ライオン）のCMを観て惚れ込んだことから起用された[2][3][7]。
- 緑川ルリ子という役柄については育ちが良くて言葉も丁寧であるため、演じていて不自然で戸惑うと述べている[2]。主演の藤岡弘、の負傷降板に伴う番組内容の一新により、第13話で真樹も降板した[7]。真樹はこの時のことについて、突然東映生田スタジオへ行けなくなり悲しくなった旨を述べている[7]。
- 藤岡は真樹について、険がなく天使のようで、会ってすぐに意気投合した旨を述べている[7]。『仮面ライダー』でオートバイのスタントマンを務めた大橋春雄とは、後年も親交がある[2]。

## 出演作品

### テレビドラマ
- 2丁目3番地（1971年、NTV）
- 仮面ライダー 第1話「怪奇蜘蛛男」 - 第13話「トカゲロンと怪人大軍団」（1971年、毎日放送 / 東映） - 緑川ルリ子
- コートにかける青春（1971年、CX / 東宝） - 東城真琴
- 十手野郎捕物控（1971年、TBS）
- すいーとぽてと（1971年、MBS / NET）
- アイアンキング 第1話「朝風の密使」 - 第6話「戦士の子守唄」（1972年、TBS / 宣弘社） - 高村ゆき子
- 家光が行く 第4話「鈴をつけた女」（1972年、NTV / ユニオン映画） - 小菊
- 木枯し紋次郎 第2部 第16話「和田峠に地獄火を見た」（1973年、CX / C.A.L） - かよ / おまち ※二役
- 狼・無頼控（1973年、MBS）
- 京都清水五条坂（1974年、KTV・阪急ドラマシリーズ）
- 高校教師 第5話「夜の恋に花は咲かない」（1974年、12ch / 東宝） - 小川幸子
- 夜明けの刑事 第101話「世にも恐ろしい母の愛」（1977年、TBS）
- 非情のライセンス 第2シリーズ（1975年、NET / 東映） - 二宮祐子
- 刑事くん 第３部 第49話「二人の学生刑事」（1974年10月13日、TBS）
- 妻と女の間〜燃える（1975年、TBS）
- 銭形平次 第492話「いとこ同志」（1975年、CX / 東映） - おみの
- 宮本武蔵（1975年、KTV）
- Gメン'75（TBS / 東映）
  - 第59話 - 第61話・沖縄三部作（1976年） - 安仁屋明美
  - 第81話「灰色高官殺人事件」（1976年）
  - 第112話「宇宙食の恐怖」（1977年） - ひろみ
- 敬礼!さわやかさん（1975年、NET）
- 伝七捕物帳 第99話「命を賭けた一分銀」（1976年、NTV） - お千代
- お耳役秘帳 第8話「俺がやらなきゃ誰がやる」（1976年、KTV / 歌舞伎座テレビ） - おみよ
- 堂々たる打算（1976年、NHK総合）
- 超神ビビューン 第8話「花が血を吸う? 真赤なひまわり」（1976年、NET / 東映） - 花村先生
- 江戸特捜指令（1976年、TBS / 三船プロ）
- 新・座頭市 第13話「母の涙に市が走った」（1976年、CX） - おきょう
- 夫婦旅日記 さらば浪人 第23話「恋飛脚」（1976年、CX）
- 巣箱（1976年、NHK総合 銀河テレビ小説）
- 刑事物語・星空に撃て! 第7話「狙われた恋人たち」（1976年、CX / 大映テレビ）
- 破れ傘刀舟 悪人狩り（1977年、NET / 三船プロ）
- 遠山の金さん 杉良太郎版 第1シリーズ

第78話「怨念の刃がとんだ」（1977年、NET / 東映） - 會津屋の娘 おみち
- ご存知 女ねずみ小僧（1977年、CX / 松竹）
- 新・必殺仕置人 第20話「善意無用」（1977年、ABC） - お加代
- 破れ奉行 第18話「炎の女囚狩り」（1977年、ANB / 中村プロ） - お鈴

### 映画
- あいつと私（1976年、東宝） - 元村貞子

### CM
- ライオン「エメロンシャンプー」